# Aleksandrovo, Stara Zagora
Aleksandrovo (bulgariska: Александрово) är ett distrikt i Bulgarien.   Det ligger i kommunen Obsjtina Pavel Banja och regionen Stara Zagora, i den centrala delen av landet, 140 kilometer öster om huvudstaden Sofia.
I omgivningarna runt Aleksandrovo växer i huvudsak blandskog. Runt Aleksandrovo är det ganska glesbefolkat, med 27 invånare per kvadratkilometer.